# Mansuphantes parmatus
Mansuphantes parmatus es una especie de araña araneomorfa del género Mansuphantes, familia Linyphiidae, orden Araneae. La especie fue descrita científicamente por Tanasevitch en 1990.

## Descripción
El cuerpo del macho mide 1,75 milímetros de longitud y la hembra 1,83 milímetros.

## Distribución
Se distribuye por Rusia y Azerbaiyán.